# 1836 w polityce
Wydarzenia polityczne w 1836 roku.

## Wydarzenia
- 23 lutego-6 marca Bitwa o Alamo.
- 16 marca – obradująca w Washington-on-the-Brazos konwencja uchwaliła Konstytucję Republiki Teksasu[1].
- 19–20 marca – Teksańczycy ponieśli klęskę w bitwie nad Coleto Creek i skapitulowali przed Meksykanami dowodzonymi przez gen. Urrey[2].
- 27 marca – Meksykanie na rozkaz gen. Santa-Anna dokonali Masakry w Goliad, zabijając 342 jeńców teksańskich[3].
- 21 kwietnia Bitwa pod San Jacinto[4].
- 22 kwietnia – wzięty do niewoli przez Teksańczyków gen. Santa-Anna zawarł z gen. Houstonem zawieszenie broni pomiędzy Meksykiem a Teksasem[5].
- 14 maja – prezydent Meksyku Antonio López de Santa Anna oraz tymczasowy prezydent Republiki Teksasu David G. Burnett zawarli w Velasco traktat pokojowy pomiędzy Meksykiem a Teksasem, przewidujący uznanie niepodległości Republiki Teksasu i granicę wzdłuż rzeki Rio Grande[6].
- 22 października – Samuel Houston rozpoczął w Columbii urzędowanie jako prezydent Republiki Teksasu[7].

## Zmarli
- 15 listopada – Lorenzo de Zavala, polityk meksykański i teksański, tymczasowy wiceprezydent Republiki Teksasu (ur. 1788)[7].
- 27 grudnia – Stephen Austin, polityk meksykański i teksański, sekretarz stanu Republiki Teksasu, zwany „Ojcem Teksasu” (ur. 1793)[8].